# Brave Police J-Decker
Brave Police J-Decker (勇者警察ジェイデッカー Yūsha Keisatsu Jeidekkā?) fue la quinta serie animada de la franquicia Yūsha en ser producida. Fue transmitida en Japón desde el 5 de febrero de 1994 hasta el 28 de enero de 1995.
Brave Police J-Decker le dio nuevamente a la serie Yusha un tono sutilmente más ligero, centrándose en los "robots con superinteligencia artificial", un concepto utilizado por The Brave Express Might Gaine, la serie que la precedió en la temporada anterior. La serie está ambientada en la ficticia ciudad japonesa de Nanamagari.

## Argumento
Siglo 21: Era de promesas y sueños. En esta época, la humanidad ha alcanzado un nivel de desarrollo tecnológico y científico jamás visto. Sin embargo, todos estos avances han dado lugar a nuevas y avanzadas formas de crimen. Para abordar estos problemas, la Policía de Japón ha establecido un equipo de robots detectives transformables equipados con superinteligencia artificial. Este equipo de robots pasa a ser conocido como "Brave Police".
Seis meses antes de la creación de este equipo, el niño Yuuta Tomonaga cae por accidente en el sótano donde están desarrollando a Deckerd, el primer robot de esta nueva unidad. El contacto constante entre Deckerd y el niño le permite al robot desarrollar un "Corazón". Como resultado de este hallazgo, Yuuta es reclutado como jefe de la "Brave Police".

## Personajes
Yuuta Tomonaga (友永 勇太 Tomonaga Yuuta?)(Doblado por Hiromi Ishikawa)
Estudiante de cuarto grado de primaria. Un día mientras jugaba con su avión en un terreno baldío, cae accidentalmente en un conducto hasta caer en el taller donde se encuentra Deckerd, el robot humanoide desarrollado por la policía de Japón para combatir nuevas formas de crimen.  El contacto constante entre Yuuta y Deckerd le permite al robot desarrollar un  "corazón". como resultado, Yuuta es reclutado como "jefe" de la "Brave Police" (ブレイブポリス Bureibu Porisu?). Yuuta es un llorón pero cuando la ocasión lo requiere saca el coraje necesario para ayudar a sus amigos y miembros de su equipo.
Azuki Tomonaga (友永 あずき Tomonaga Azuki?)(Doblado por Michiko Neya)
Es la hija mayor de la familia Tomonaga. Tiene 16 años y se encarga de las responsabilidades de la casa. Está enamorada de Masaya Kashiwazaki.
Kurumi Tomonaga (友永 くるみ Tomonaga Kurumi?)(Doblado por Mika Yanata)
es la segunda hija de la familia Tomonaga, siendo Yuuta el más pequeño. tiene 13 años y es una chica muy impaciente.
Juzo Saejima (冴島 十三 Saejima Juuzou?)(Doblado por Ryuzaburo Otomo)
Es el superintendente general del departamento de policía. Él fue quien tuvo la idea de incorporar robots a labores policiales y fue quien nombró a Yuuta como inspector.
Shunsuke Toudou (藤堂 俊助 Toudou Shunsuke?)(Doblado por Masaaki Tsukada)
Es el diseñador de los robots policiales en Japón. Es un hábil mecánico y siente gran fascinación por las máquinas, sobre todo por los autos.
Kazuto Azuma (東 一門 Azuma Kazuto?)(Doblado por Kazuo Oka)
Es el vice inspector general de la policía metropolitana. Es una persona seria y respetable.
Regina Argine (レジーナ・アルジーン Rejiina Arujiin?)(Doblado por Yuko Miyamura)
Es la jefa de desarrollo de los robots policías de Scotland Yard. Llegó a Japón acompañada por Duke, un Robot policía inglés. tiene doce años y tiene un grado en ingeniería mecánica de la universidad de Cambridge. Ella tiene un pasado obscuro. su padre era policía. Su madre cometió un crimen y su padre se negó a arrestarla. fallando así en su labor como policía. Producto de ello esta empecinada en desarrollar al policía perfecto exento de emociones. ella fue quien creó a Duke,  quien siempre se refiere a ella como "Lady".
Ayako Kimizuka (君塚 綾子 Kimizuka Ayako?)(Doblado por Takumi Kurebayashi)
Es una alegre periodista y fotógrafa.tiene una fuerte amistad con Dumpson, el robot del equipo de construcción.
Seia Onoue (尾上 せいあ Onoue Seia?)(Doblado por Etsuko Ishikawa)
Es una alta oficial del ejército japonés. Tiene una fuerte amistad con McCrane, especialmente después que McCrane salvo a su hermano.
Daisaku Omura (大村 大作 Oomura Daisaku?)(Doblado por Mitsuaki Hoshino)
Sanae Itohata (糸畑 さなえ Itohata Sanae?)(Doblado por Takumi Kurebayashi)
Masaya Kashiwazaki (柏崎 雅也 Kashiwazaki Masaya?)(Doblado por Takumi Yamazaki)
Mudra (ムドラー Mudoraa?)(Doblado por Ryotaro Okiayu)
Yuichiro Tomonaga (友永 勇一郎 Tomonaga Yuuichirou?)(Doblado por Ken Shiroyama)
Es el padre de Yuuta.
Amami Tomonaga (友永 亜真美 Tomonaga Amami?)(Doblado por Naoko Ishii)
Es la madre de Yuuta.
Makoto Onoue (尾上 真琴 Onoue Makoto?)(Doblado por Akifumi Endo)
Hermano menor de Seia Onoue
Masaki Kitagawa (喜多川 勝気 Kitagawa Masaki?)(Doblado por Takumi Kurebayashi)
Kikumaro Takano (鷹野 菊麿 Takano Kikumaro?)(Doblado por Michiko Neya)
Emiri Aihara (愛原 絵美里 Aihara Emiri?)(Doblado por Mika Yanata)

## Ofensores
Ken Shinjo (新庄 健 Shinjou Ken?)(Doblado por Kazuyuki Sogabe)
Victim O'Rand (ビクティム・オーランド Bikutimu Oorando?)(Doblado por Takehito Koyasu)
Neuva Fahrzeug (ノイバー・フォルツォイク Noibaa Forutsoiku?)(Doblado por Nobuo Tobita)
Es el hijo de Eva
Eva Fahrzeug (エヴァ・フォルツォイク Eva Forutsoiku?)(Voiced by Miki Ito)
Es la madre de Neuva.

## Brave Police

### J-Decker
- Fire J-Decker Max Cannon Mode (ファイヤージェイデッカー・マックスキャノンモード Faiyaa Jeidekkaa Makkusu kyanon moodo?) (Doblado por Tōru Furusawa) : ensamble completo entre Deckerd, Duke, Gun-Max, y sus vehículos de apoyo.
  - Fire J-Decker (ファイヤージェイデッカー Faiyaa Jeidekkaa?) (Doblado por Tōru Furusawa) :Combinación de los robots principal y secundario de la serie.
    - J-Decker (ジェイデッカー Jeidekkaa?) (Doblado por Tōru Furusawa) : Combinatcion entre Deckerd y su vehículo de apoyo. Este es el principal robot de la serie y el que le da nombre a la misma.
      - Deckerd (デッカード Dekkaado?) (Voiced by Tōru Furusawa) : un policía robot capaz de percibir sentimientos gracias a su contacto con Yuuta. Tiene la habilidad de transformarse en un patrullero. Es el personaje principal de la historia y fue el primer robot del equipo creado con Superinteligencia Artificial. Todos los chips de inteligencia artificial usados por los demás robots del equipo fueron copiados a partir del chip de Deckerd. Funge como líder del equipo y pacificador cuando surgen problemas. Es el único robot del equipo que se refiere a Yuuta por su nombre en vez de llamarlo "Jefe". Deckerd, al transformarse con su vehículo de apoyo, forma la cabeza y el tórax de J-Decker.
      - J-Roader (ジェイローダー Jeiroodaa?): Es una enorme vagoneta tipo SWAT. En su parte trasera este tiene un compartimento para albergar a Deckerd en modo patrulla. Se transforma en el cuerpo de J-Decker.

    - Duke Fire (デュークファイヤー Dyuuku faiyaa?) (Doblado por Toshiyuki Morikawa) : Es el segundo súper robot de importancia en la serie. es el resultado de la transformación entre Duke. y su vehículo de apoyo. sus partes son los acoples adicionales del Fire J-Decker.
      - Duke (デューク Dyuuku?) (Doblado por Toshiyuki Morikawa) : Es la contraparte "británica" de Deckerd, capaz de transformarse en ambulancia. Fue creado por Regina, para que tuviera la inteligencia artificial perfecta, libre de emociones. sin embargo estando con Yuuta éste se da cuenta de que las emociones consideradas malignas por Regina, tales como la maldad, el rencor y el odio no son necesariamente malas. Generalmente es callado y solo habla cuando es necesario. Forma los brazos de Duke Fire.
      - Fire Roader (ファイヤーローダー Faiyaa Roodaa?): un enorme camión de bomberos que sirve como el vehículo de apoyo de Duke. Forma el torso, las piernas y la cabeza de Duke Fire.

  - Gun-Max Armor (ガンマックスアーマー Ganmakkusu Aamaa?) (Doblado por Naoki Makishima) : Es la forma combinada de Gun-Max con su motocicleta. También puede combinarse con J-Decker  (sin Duke Fire), para formar a J-Decker Max Cannon Mode (ジェイデッカー・マックスキャノンモード Jeidekkaa Makkusu kyanon moodo?).
    - Gun-Max (ガンマックス Ganmakkusu?) (Doblado por Naoki Makishima) : Es un robot policía miembro de la división de control de tráfico. a diferencia de los demás, este no puede transformarse.  tiene un temperamento muy independiente. Al principio se negaba a trabajar con Yuuta y los demás, pero después de que Yuuta casi perdiera la vida intentando salvarlo en una ocasión, decidió unirse a su equipo. Suele usar palabras en inglés. Es el personaje más despreocupado del equipo. Cuando Gunmax se dirige Yuuta lo llama "chiquillo" en vez de "jefe". Se lleva muy bien con Toudou, el jefe de desarrollo del Equipo.
    - Gun Bike (ガンバイク Ganbaiku?): enorme motocicleta de policía propiedad de Gun-Max.

### Equipo de Construcción (Build Team)
- Super Build Tiger/Tiger Gimlet (スーパービルドタイガー / タイガーギムレット Suupaa Birudo Taigaa?) (Voiced by Ryōtarō Okiayu) : es el resultado de todos los miembros del equipo de construcción todos combinados.
  - Build Tiger (ビルドタイガー Birudo Taigaa?) (Voiced by Ryōtarō Okiayu) : Es la forma combinada del equipo de construcción, pero sin Drillboy. Build Tiger es un super robot. Originalmente el equipo de construcción no contaba con superinteligencia artificial, pues había un debate sobre ello en el departamento de policía sobre si debían o no debían tenerla. después de ver las diferencias entre Deckerd (con I.A) y estos tres robots (Sin I.A.) La policía decidió equiparlos con esa tecnología.
    - McCrane (マクレーン Makureen?) (Voiced by Ryōtarō Okiayu) : Miembro del Equipo de Construcción, puede transformarse en una Grúa. Es uno de los miembros más reservados del equipo y actúa como líder del Equipo de construcción. Tiene una relación muy cercana con Seia, la jefa del ejército japonés. Cuando el equipo se transforma en Build Tiger o Super Build Tiger, McCrane es el que forma el torso y la cabeza. Está armado con una escopeta.
    - Power Joe (パワージョー Pawaa Joo?) (Voiced by Takumi Yamazaki) : Miembro del equipo de Construcción. Puede transformarse en una retroexcavadora. Su exacerbada personalidad lo mete en riñas con otros miembros del equipo, sobre todo con Drill Boy.  Tiene una relación muy cercana con tres amigos de la escuela de Yuuta:, Masaki, Emily, y Kigumaro. Practica kung fu y está armado con un Nunchaku. cuando el equipo forma al Build Tiger o al Super Build Tiger, Power Joe forma los brazos.
    - Dumpson (ダンプソン Danpuson?) (Voiced by Mitsuaki Hoshino) : Member of the Build Team that transforms into a dump truck mode. He has close relationship with Ayaho, a field reporter. He has a fighting style of a wrestler, and like Power Joe, he shows his temper time to time. He uses his dumbbells in a fight. When forming Build Tiger or Super Build Tiger, Dumpson forms the legs.

  - Drillboy (ドリルボーイ Doriru Booi?) (Voiced by Hiro Yūki) : A soccer playing member of the Build Team that transforms into a drill tank or drill jet mode. As the youngest member in Brave team, he often acts childish, and gets scoled by Yuuta, or his teammates. He is a prankster, and loves to joke around. His main weapon his soccer ball, which turns into spiked soccer ball when used against enemies. When forming Super Build Tiger, Drillboy becomes the foot additions, torso addition and wings.

### Other Brave Police
- Shadow Maru (シャドウ丸 Shadou maru?) (Doblado por Fumihiko Tachiki) : Es un Robot Ninja capaz de transformarse en perro, en avión, en carro, en tanque y en un cañón llamado Brave Cannon (ブレイブキャノン Bureibu Kyanon?), un arma enormeutilizada simultáneamente por J-Decker, Duke Fire, Gun-Max Armor, Super Build Tiger. Shadow Maru es una versión remoldeada y repintada de Sixshot, un personaje de Transformers. A diferencia de los demás miembros, está equipado con sensores especiales, y esto le permite detectar cosas que los demás miembros no pueden. generalmente es el que realiza todas las labores de den investigación pues es un experto en ese campo. Es el único miembro del equipo que no se combina con otros miembros. Es el hermano de Kagerou y tiene una historia personal con él. Se vio obligado a matar a Kagerou cuando su chip de inteligencia fue intervenido por Shinjo, un villano de la serie. en un peligro. se vuelve miembro del equipo por petición de su hermano en sus últimos momentos de vida.

- Kagerou (カゲロウ Kagerou?) (Doblado por Shigeru Nakahara) : Es el prototipo y hermano de Shadow Maru. Es parecido a shadowmaru y puede transformarse en un carro y en una especie de dragón. Enloqueció cuando se enteró de que su inteligencia artificial iba a ser borrada después que finalizaran las pruebas con él, y atacó la ciudad. So, he fights against the Brave Police, who are assigned with the task of capturing him, and later killed by the hands of his brother Shadow Maru. He is caught by Shinjo and his AI taken to be installed in a submarine, which sinks. His A.I. is later used by Excellent Company, a company that main antagonist Nueva, to build enemy robots with Super A.I. Victim and his Chieftain series use the A.I. that was stolen from Kagerou.

- British Brave Police (英国の勇者警察 Igirisu no Yuusha Keisatsu?) : Unveiled in Episode 41 by Regina, the British Brave Police are 4 transforming robots with Super A.I. units installed. They were physically re-deco's of the Divers from the previous Brave series; Might Gaine. Although not mentioned on the show; each robot was supposed to have one of the first names of the four members of the 60's British rock group; The Beatles; John (ジョン Jon), Paul (ポール Pōru), George (ジョージ Jōji) and Ringo (リンゴ Ringo). It was likely that Takara did plan to release these characters as toys, but changed their plans and the toys were never produced and the British Brave Police only appeared in the series in their robot modes as a result. They would later re-appear briefly in episode 46, where Duke revealed at least two of their names to be Rook (ルーク Rūku) and Bishop (ビショップ Bishoppu) (Their names likely inspired by chess pieces) before the four of them get destroyed by being under the control of the Hamlen waves.